# Ferula ovina
Ferula ovina là một loài thực vật có hoa trong họ Hoa tán. Loài này được (Boiss.) Boiss. mô tả khoa học đầu tiên năm 1872.

## Hình ảnh

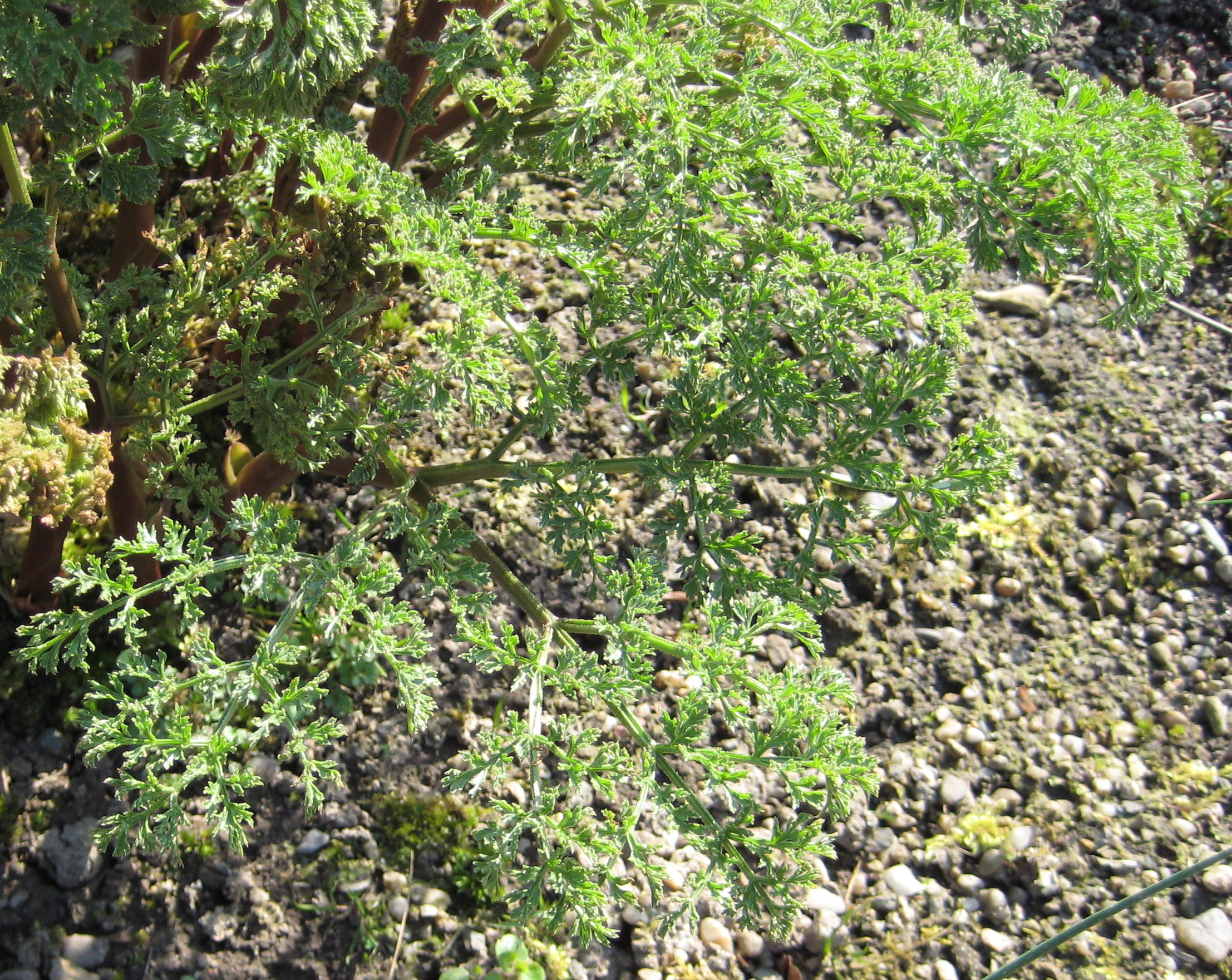
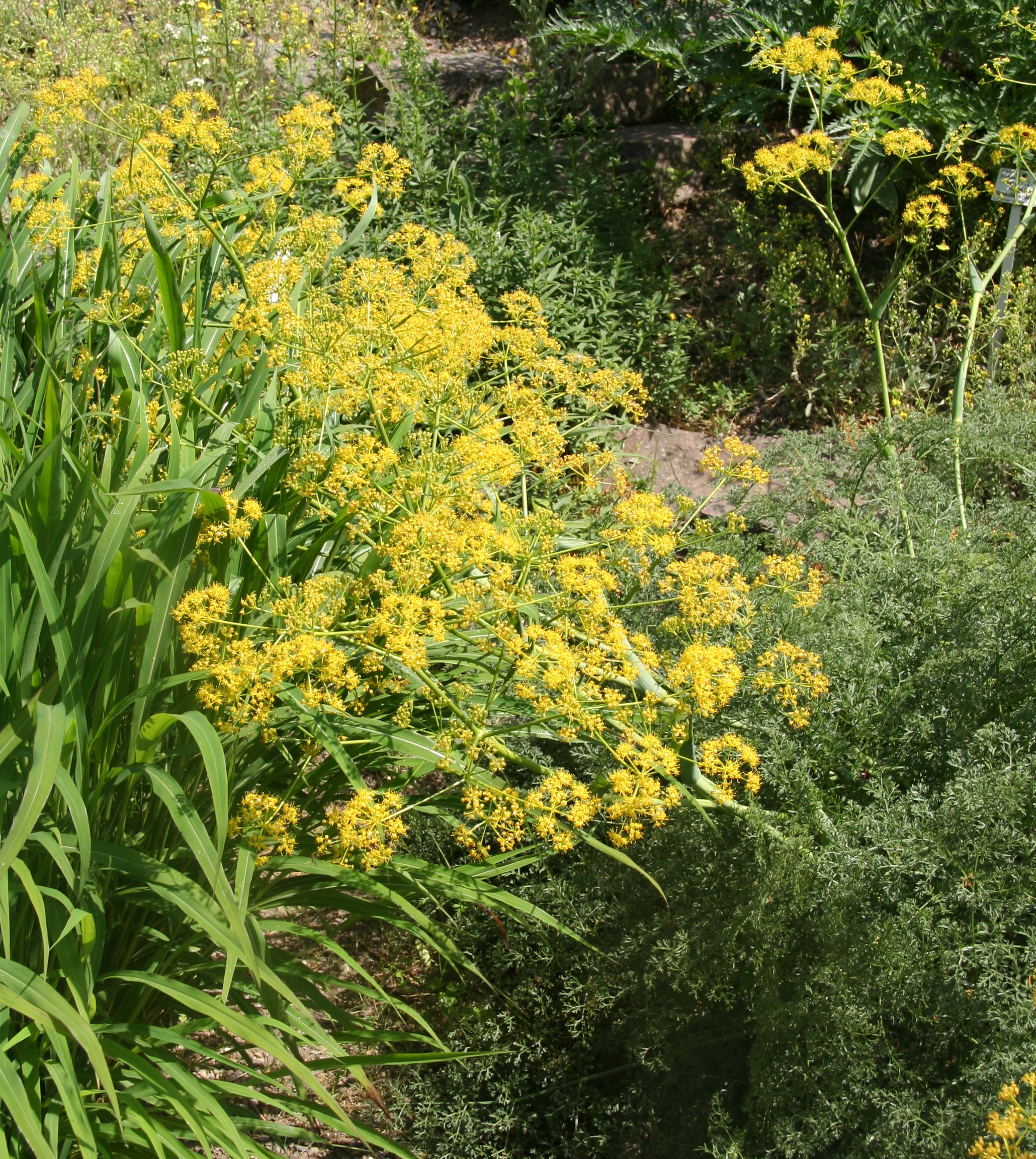
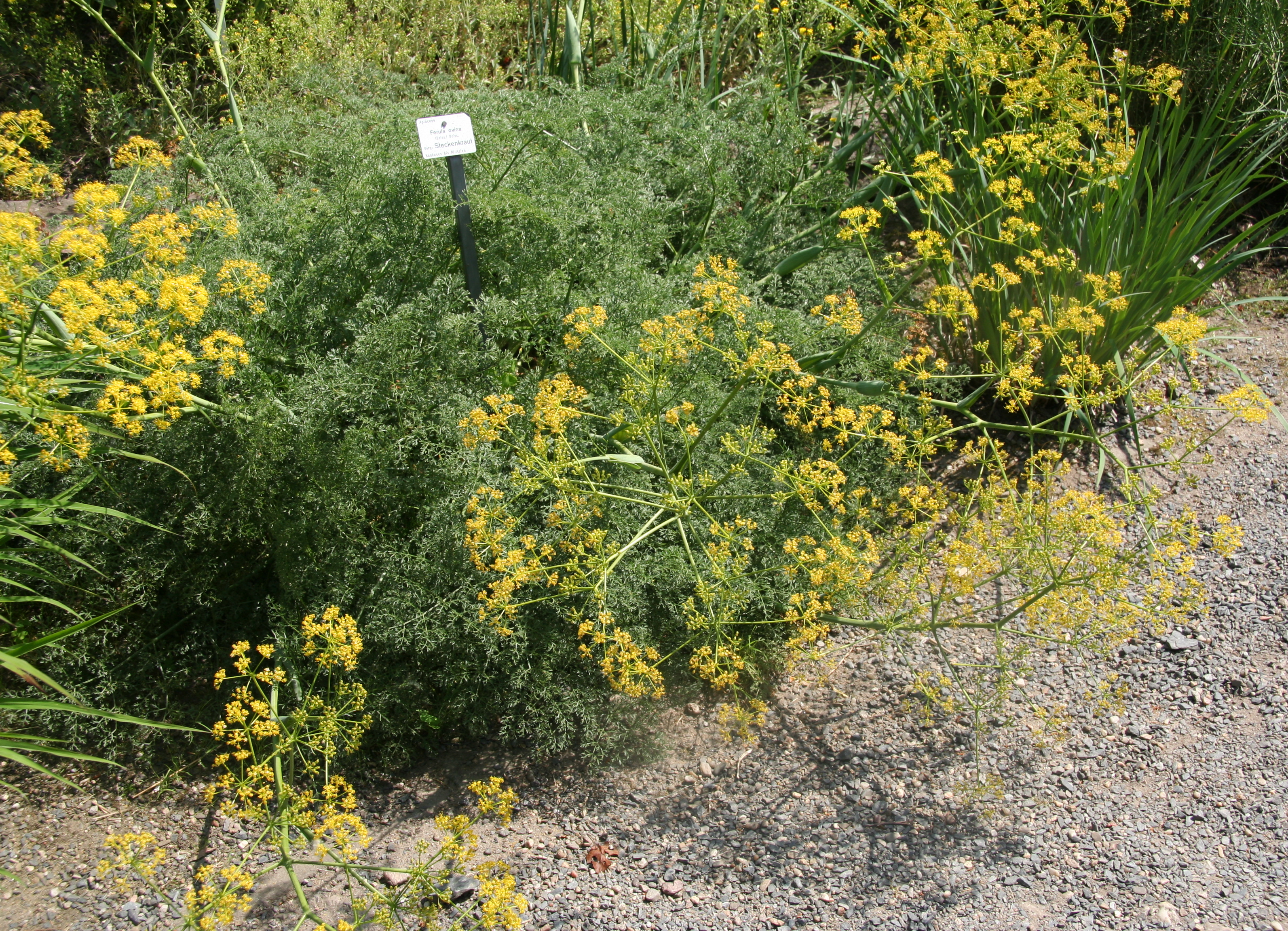